# دیوید پاتریک کلی
دیوید پاتریک کلی (انگلیسی: David Patrick Kelly؛ زادهٔ ۲۳ ژانویهٔ ۱۹۵۱) هنرپیشه اهل ایالات متحده آمریکا است. از فیلم‌هایی که وی در آن نقش داشته است، می‌توان به کلاغ، کماندو، توئین پیکس: با من بر آتش برو، آخرین پایمرد، در عمق زیاد، سنگین و لاس زدن با فاجعه اشاره کرد.